# مايكل أرتين
مايكل أرتين (بالإنجليزية: Michael Artin) (ولد في 28 يونيو 1934) هو رياضياتي أمريكي وأستاذ فخري في قسم الرياضيات بمعهد ماساتشوستس للتقنية، وهو معروف بإسهاماته في الهندسة الجبرية. وهو يعد أيضا من الأساتذة المُسَلم بتميزهم في حقله.